# Zaccanopoli
Zaccanopoli (tiếng Hy Lạp: Sachanopolis) là một đô thị ở tỉnh Vibo Valentia thuộc Ý. Đô thị này có dân số khoảng 859 người và diện tích là 6,6 km2. Các đô thị giáp ranh gồm: Briatico, Drapia, Parghelia, Zambrone, Zungri.